# It's On

It's On est un single interprété par le casting du film Camp Rock 2 dont Demi Lovato, la principale interprète du morceau. Le clip vidéo officiel est sorti le 13 mai 2010 et a été certifié Disque d'or par la RIAA aux États-Unis.

## Certifications
- RIAA (États-Unis) :  Or

## Interprètes
- Demi Lovato
- Jonas Brothers
- Alyson Stoner
- Camp Rock 2